# Ken Foree

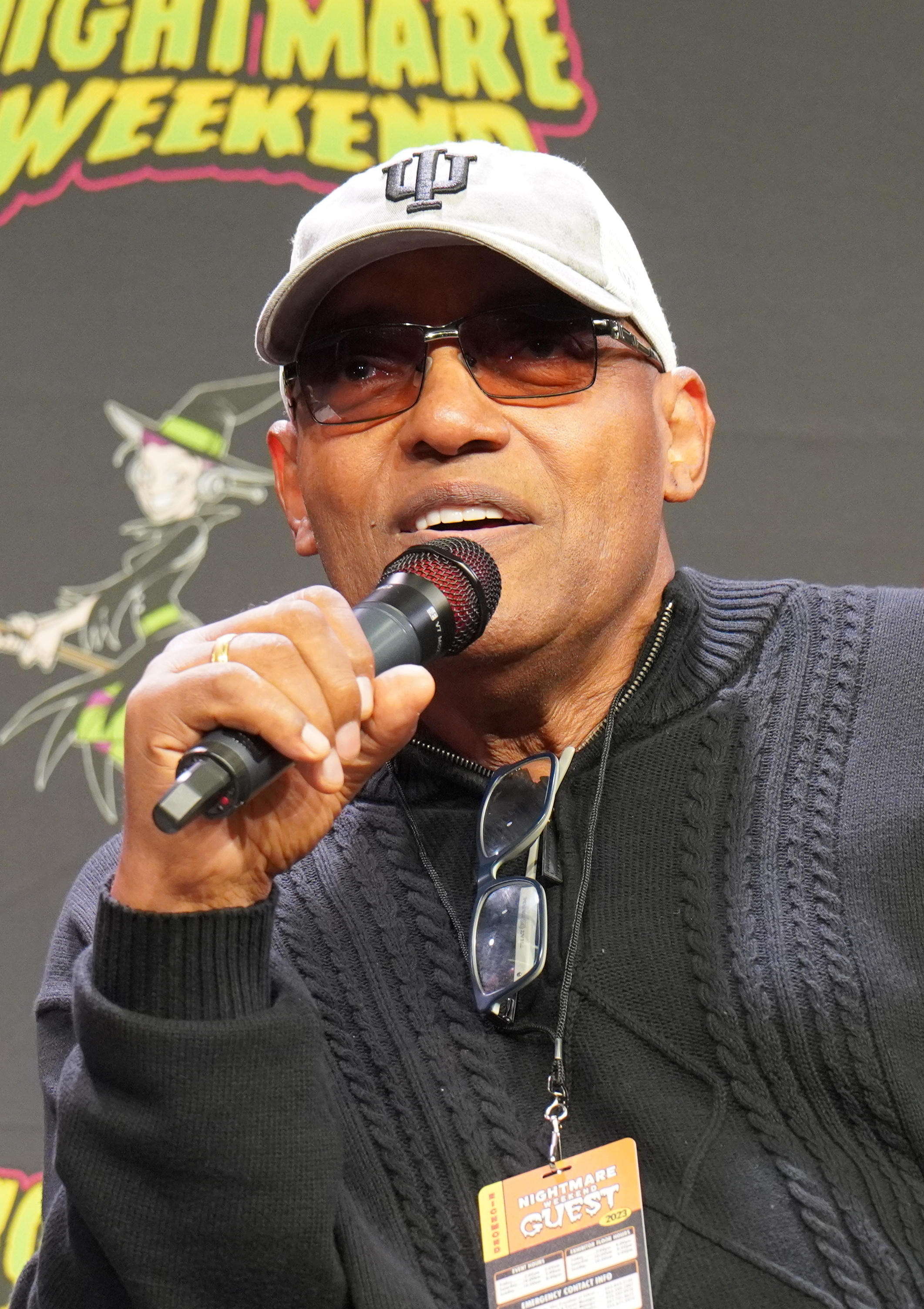
Ken Foree, 2023

Kentotis Alvin „Ken“ Foree (* 29. Februar 1948 in Indianapolis) ist ein US-amerikanischer Schauspieler. Häufig spielt er positive Charaktere in Horrorfilmen. Bekannt wurde er mit dem Film Zombie von 1978 mit der Rolle des SWAT-Beamten Peter Washington. Er spielte aber auch Rollen in familienfreundlicheren Produktionen wie die des Familienvaters Roger Rockmore in der Sitcom Kenan & Kel des Kinderkanals Nickelodeon.

## Leben
Ken Foree stammt aus einer Politiker- und Akademiker-Familie. Ins Berufsleben startete er im sozialen Bereich als Beirat einer Street Academy in New York City. Im Sommer 1974 eröffnete Ken Foree ein Fotostudio in Manhattan. Dieses wurde aber nach nur drei Monaten komplett ausgeraubt. Kurz nach diesem Ereignis traf er eine befreundete Schauspielerin, die ihm vorschlug, es stattdessen mit der Schauspielerei zu versuchen. Da sie gerade auf dem Weg zum Vorsprechen für die Theaterproduktion Blues for Mr. Charlie war, begleitete Ken Foree sie dorthin und bekam direkt die Hauptrolle zugesprochen.
Nach diesem zufälligen Einstieg in die Schauspielerei nahm er Schauspielunterricht an der Shulman’s Performing Gallery in New York City. Seine erste Filmrolle spielte er in der Sportkomödie The Bingo Long Traveling All-Stars & Motor Kings von 1976. Weiterhin spielte er 1977 in einer Folge der bekannten Fernsehserie Kojak mit. Parallel arbeitete er in dieser Zeit auch noch als Management-Assistent in einem Restaurant in Greenwich Village und übernahm Rollen in kleineren Theaterproduktionen.
1978 spielte er in George A. Romeros Horrorfilm Dawn of the Dead (dt.: Zombie bzw. Zombies im Kaufhaus) mit der Rolle des SWAT-Polizisten Peter Washington eine der vier Hauptpersonen. In diesem Film spricht er auch den später oft zitierten und für diesen Film als Tagline verwendeten Satz: “When there’s no more room in hell, the dead will walk the earth.” (in der deutschen Synchronisation: „Wenn in der Hölle kein Platz mehr ist, kommen die Toten auf die Erde.“) Der Film war ein großer Erfolg und so wurde Ken Foree unter Freunden des Horror-Genres bekannt. Er verdiente durch diese Rolle allerdings nicht viel und arbeitete in der nächsten Zeit neben der Schauspielerei als Chauffeur. 1981 stand er wieder für George A. Romero vor der Kamera: Im Film Knightriders spielte er dieses Mal nur eine Nebenrolle als Waffenknappe Little John.

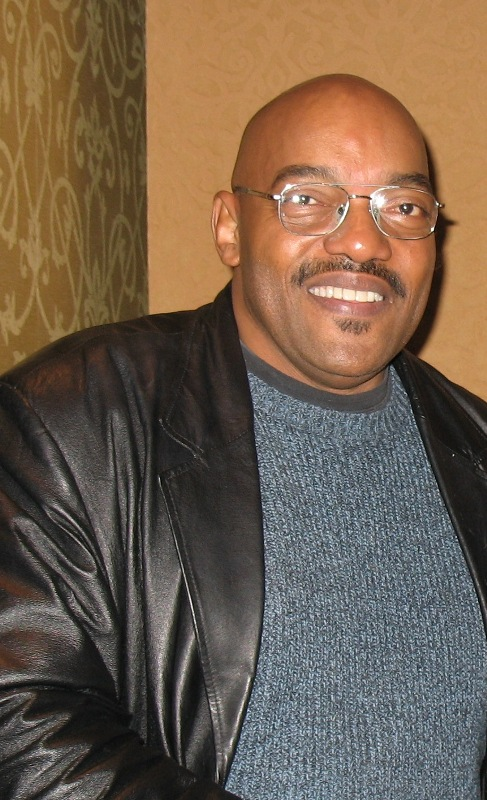
Ken Foree, 2007

Neben Rollen in Spielfilmen war Foree auch in einzelnen Folgen zahlreicher bekannter Fernsehserien wie Das A-Team, Knight Rider, Hunter, Dallas, Matlock, General Hospital, Babylon 5 und Akte X zu sehen.
Von 1996 bis 1999 spielte er den Familienvater Roger Rockmore in den 61 Folgen der Sitcom Kenan & Kel des Kinderkanals Nickelodeon.
Danach bekam er weniger Aufträge und nahm nach eigener Aussage bis auf 180 kg Körpergewicht zu. Aus diesem Grund wollte er das Angebot, einen kleinen Auftritt im 2004 gedrehten Remake von Dawn of the Dead zu absolvieren, zunächst ablehnen und wurde von seinem Agenten erst in letzter Minute dazu überredet. In dieser Neuverfilmung spricht Foree als Fernsehprediger erneut den bereits oben zitierten bekannten Satz. Nach diesem Auftritt wurde man wieder aufmerksamer auf ihn und so spielte er 2005 in Rob Zombies The Devil’s Rejects, nun wieder einigermaßen schlank, eine größere Rolle.
Derzeit lebt Ken Foree in Los Angeles.

## Filmografie (Auswahl)
- 1977: The Fish that ate Pittsburgh
- 1978: Zombie (Dawn of the Dead)
- 1979: The Wanderers
- 1981: Knightriders – Ritter auf heißen Öfen (Knightriders)
- 1984: Knight Rider (Fernsehserie, Folge 3x08 Michael fällt in Ungnade)
- 1985: Hunter (Fernsehserie, Folge 1x17 Guilty)
- 1986: From Beyond
- 1986: Jo Jo Dancer – Dein Leben ruft (Jo Jo Dancer, Your Life Is Calling)
- 1990: Leatherface: Texas Chainsaw Massacre III
- 1990: Taking Care of Business
- 1993: Joshua Tree
- 1995: Akte X – Die unheimlichen Fälle des FBI
- 1996: The Dentist
- 2004: Dawn of the Dead
- 2005: The Devil’s Rejects
- 2006: Brotherhood of Blood
- 2007: Halloween
- 2007: Black Santa’s Revenge
- 2009: Apocalypse of the Living Dead (Zone of the Dead)
- 2009: Live Evil – Die Jagd hat begonnen (Live Evil)
- 2009: Zone of the Dead
- 2011: Wasser für die Elefanten (Water for Elephants)
- 2012: The Lords of Salem
- 2012: Cut/Print
- 2015: Blood Brothers – Ihr blutiges Meisterwerk (The Divine Tragedies)
- 2016: The Rift: Dark Side of the Moon
- 2017: Dimension 404 (Fernsehserie, eine Folge)
- 2017: The Midnight Man
- 2020: John Henry